# 경녕군주
경녕군주(慶寧郡主, 1642년 ~ 1682년 음력 1월 12일)는 조선의 왕족이며, 인조의 아들인 소현세자의 넷째딸이다. 어머니는 민회빈 강씨이다.

## 생애
인조의 장남인 소현세자와 민회빈 강씨의 넷째 딸이며, 1642년, 부모가 인질생활 중이던 청나라에서 태어났다.
1645년(인조 23년) 소현세자와 강빈이 조선으로 귀국하였으나 소현세자는 곧 사망하였고, 어머니 또한 1646년(인조 24년) 인조독살 미수사건과 관련하여 옥사에 연루되어 처형되었다. 이후 왕명에 의해 소현세자의 자손들은 유배되었으나 후에 효종의 명으로 복귀하였다.
1653년(효종 4년) 효종은 경녕군주를 박세기(朴世基)의 아들 박태정(朴泰定)에게 하가하고 박태정을 금창부위(錦昌副尉)로 봉하였다. 박태정과의 사이에서 5남 4녀를 낳았으며 장남 박필명은 숙종대의 가신이었다.
1659년(효종 10년) 왕세자의 적녀에게 주는 '군주'의 작호를 받고 경녕군주(敬寧郡主)로 책봉되었다.
1682년(숙종 8년) 1월 12일 사망하였다. 사망소식을 들은 숙종은 주강을 멈추고 관판과 상수를 내렸으며, 왕족의 예장제도가 예전되로 회복되지 않았으나 특별히 예장할 것을 명하였다.

## 가족 관계
| - 조부 : 인조(仁祖, 1595 ~ 1649) - 제16대 국왕 - 조모 : 인열왕후 한씨(仁烈王后 韓氏, 1594 ~ 1635) - 아버지 : 소현세자(昭顯世子, 1612 ~ 1645) - 외조부 : 문정공 강석기(姜碩期, 1580 ~ 1643) - 외조모 : 신예옥(申禮玉, ? ~ 1647) - 어머니 : 민회빈 강씨(愍懷嬪 姜氏, 1611 ~ 1646) - 오빠 : 경선군(慶善君, 1636 ~ 1648) - 언니 : 경숙군주(慶淑郡主, 1637 ~ 1655) - 오빠 : 경완군(慶完君, 1640 ~ 1648) - 여동생 : 경순군주(慶順郡主, 1643 ~ 1697) - 남동생 : 경안군(慶安君, 1644 ~ 1665) - 남동생 : 왕손(王孫, 1645 ~ 1645) | - 남편 : 금창부위 경헌공 박태정(錦昌副尉 敬憲公 朴泰定, 1640 ~ 1688) - 장남 : 박필명(朴弼明, 1658 ~ 1716) - 며느리 : 한산 이씨(韓山 李氏) - 차남 : 박필영(朴弼英, 1665 ~ 1715) - 며느리 : 죽산 안씨(竹山 安氏, 1664 ~ 1706) - 며느리 : 전주 이씨(全州 李氏, 1687 ~ 1730) - 3남 : 박필형(朴弼亨, 1667 ~ 1696) - 며느리 : 벽진 이씨(碧珍 李氏) - 장녀 : 박영혜(朴潁惠, 1670 ~ ? ) - 이희남(李喜楠)에게 출가 - 차녀 : 박오혜(朴悟惠, 1671 ~ ? ) - 유정진(柳挺晉)에게 출가 - 4남 : 박필굉(朴弼宏, 1675 ~ 1695) - 며느리 : 덕수 이씨(德水 李氏) - 3녀 : 박인혜(朴仁惠, 1676 ~ 1729) - 이병성(李秉成)에게 출가 - 4녀 : 박경혜(朴敬惠, 1677 ~ ? ) - 김치겸(金致謙)에게 출가 - 5남 : 박필평(朴弼平, 1680 ~ 1697) - 며느리 : 온양 정씨(溫陽 鄭氏) |